# Dunreith (Indiana)
Dunreith es un pueblo ubicado en el condado de Henry en el estado estadounidense de Indiana. En el Censo de 2010 tenía una población de 177 habitantes y una densidad poblacional de 533,91 personas por km².

## Geografía
Dunreith se encuentra ubicado en las coordenadas 39°48′10″N 85°26′12″O / 39.80278, -85.43667. Según la Oficina del Censo de los Estados Unidos, Dunreith tiene una superficie total de 0.33 km², de la cual 0.33 km² corresponden a tierra firme y (0%) 0 km² es agua.

## Demografía
Según el censo de 2010, había 177 personas residiendo en Dunreith. La densidad de población era de 533,91 hab./km². De los 177 habitantes, Dunreith estaba compuesto por el 88.14% blancos, el 0.56% eran afroamericanos, el 0.56% eran amerindios, el 2.82% eran asiáticos, el 0% eran isleños del Pacífico, el 5.08% eran de otras razas y el 2.82% pertenecían a dos o más razas. Del total de la población el 4.52% eran hispanos o latinos de cualquier raza.